# 夏石番矢
夏石 番矢（なついし ばんや、1955年7月3日 - ）は、日本の俳人。明治大学法学部教授（専攻は比較文学）。本名：乾 昌幸。
妻は俳人の鎌倉佐弓。同じく俳人の乾佐伎は娘。兵庫県相生市生まれ。埼玉県富士見市在住。
20代より「俳句研究」「俳句評論」「未定」などで俳句・俳論を発表。代表句として「未来より滝を吹き割る風来たる」「神々のあくびが桜を枯らすのか」など。多数の著書があり、句集では1冊ごとに新しいスタイルを試みる前衛俳人である。
1998年、国際俳句雑誌「吟遊」を創刊しその発行者・編集者・代表を務める。既成俳壇、とくに角川俳壇をさまざまな理由から拒否し
、季語以外に活路を見出すキーワードの提唱やコスモロジー的俳句観、多言語俳句朗読、楽器演奏とのコラボレーションによる俳句朗読の実践など、国際的視野に立った活動を展開。また2000年に世界俳句協会を創立し、世界各国の詩人や俳人との交流、俳句翻訳などを通じ「世界俳句」を目ざしている。

## 経歴
1955年7月3日、兵庫県相生市菅原町に生まれる。父乾萬吉、母みよ子（旧姓は丸山）の長男。姉が二人。1968年相生市立双葉小学校を卒業し、淳心学院中学校入学。1974年淳心学院高等学校卒業し、東京大学文科III類入学。
東大時代には東大学生俳句会のほか東大能狂言研究会観世会にも所属し
「かんぜびと」第二代編集長を務めた。
1979年東京大学教養学部フランス科卒業。卒論はフランス語で書いたロートレアモン論、指導教官は阿部良雄。79年入学の東京大学大学院へ80年末提出の修士論文「短詩型の比較文学論」で翌81年修士の学位を取得、指導教官は芳賀徹。1984年同大学院比較文学比較文化博士課程修了。
1984年埼玉大学教養学部専任講師となり、1987年助教授、1987年明治大学法学部のフランス語講座助教授、1992年より教授。1996年から1998年まで、パリ第7大学客員研究員。2010年東京大学文学部で「世界の俳句」を講じる。
句作は14歳から始め、学習雑誌「中三コース」の金子兜太選に入選。淳心学院高校時代、俳誌「歯車」「天狼」などに投句。東大時代より前衛俳人高柳重信を師と仰ぐ。二十代のとき、高柳編集の「俳句研究」で論と作を活発に発表。坪内稔典編集「現代俳句」（南方社）にも寄稿。八木三日女主宰「花」同人。高柳重信・赤尾兜子代表「俳句評論」同人。所属した東大学生俳句会では機関誌「原生林」にも寄稿、第17号を編集（1977年10月）。1978年俳句季刊誌「未定」創刊発案者の一人、初代編集長を創刊号から第14号まで務め、第38号～第47号発行人、第54号で退会。1983年、東大大学院生時代に出版した処女句集『猟常記』を、詩人の吉岡実、評論家の四方田犬彦らによって高く評価される。1986年～1991年「俳句空間」創刊号～第16号の編集委員として参加。1990年から1992年まで「熊野大学」に協力し、最晩年の中上健次と親交を結ぶ。『楽浪』(書肆山田、1992)は、急逝した中上健次に捧げた句集である。1992年四方田犬彦、石井辰彦と第一次「三蔵」創刊、1995年刊の終刊号（第6号）まで発行人。
1998年鎌倉佐弓らと「吟遊」創刊、発行人。現代俳句協会では、青年部長、渉外部長を務め、2004年退会。2000年9月、スロベニアのトルミンで世界俳句協会を創立し、以後ディレクターとして運営にあたる。世界俳句協会大会を、日本、ブルガリア、リトアニアなどで開く。2007年東京ポエトリー・フェスティバル協議会創立、理事長。同年よりインドのCyberwit.net社のTaj Mahal Review誌にほぼ毎号、英語版の自作を発表、また同誌編集顧問。翌2008年、日本初の大規模国際詩祭、東京ポエトリー・フェスティバルをディレクターとして開催し、2011年二重詩祭、第2回東京ポエトリー・フェスティバルと第6回世界俳句協会大会2011を開催。
2015年3月、モンゴル俳句協会創立に協力。

## 評価・影響
四方田犬彦『最新流行』（青土社、1987年）に「夏石番矢あるいは癇癪もちのイエスについて」(pp. 330-331)があり、『猟常記』についての論評収録。吉岡実は、『『死児』という絵[増補版]』（筑摩書房、1988年）収録「重信と弟子」の「服喪の祝宴」(pp. 325-326) で、『猟常記』を称揚。乾裕幸『俳句の現在と古典』（平凡社、1988年）に、「一所懸命ノンサンスな談話――夏石番矢句集『メトロポリティック』に寄せて」(pp. 258-266)収録。
吉本隆明『詩の力』（新潮文庫、2009年）の「夏石番矢」(pp. 50-56)において、「夏石番矢さんの俳句は一足とびに西欧の現代詩と同じ次元の表現をしたいというモチーフを持っているのだと思う」、「夏石さんの作品に匹敵するためには、中途半端な前衛性では太刀打ちできないだろう」と評される。
小川軽舟が昭和30年代生まれの俳人を論じた『現代俳句の海図』（角川学芸出版、2008年）を出版した際、高山れおなは夏石番矢が除外されていることをありえない選択として難じた。その高山も加わっている「クプラス」2014年創刊号では「番矢と櫂」を特集。夏石らの登場と同時期に新鋭俳人として注目されながらその後長く俳壇を去っていた山田耕司は、この特集の「流産した『番矢と櫂』の時代をやっかいな鏡とする」で、今後は夏石番矢と長谷川櫂の二人が俳句の動向の中心となるだろう、という当時の自分の夢想が「流産」したことを感慨とともに述べている。
ギタリストで作曲家の笹久保伸は、夏石の俳句朗読のため、「空飛ぶ法王／Papa volador」（CD『翼の種子』、アオラ・コーポレーション、2012年所収）と「海の世界」（CD『Quince』、自主制作、2013年所収）を作曲している。
海外では、フランスのジョルジュ・フリーデンクラフト、インドのサントシュ・クマールなどにより、芭蕉を超えた俳人としての評価が行われている。

## 句集
- 『猟常記』、静地社、1983
  - 十代から二十代後半までの245句収録（著者「後書」）、高柳重信の「『俳句』への道」などの栞文が付く処女句集。この句集には初版発行年と同年の著者装丁による新装版がある。収録俳句に「家ぬちを濡羽の燕暴れけり」「青空を吸ひ込み蝉の穴は消ゆ」など。
- 『メトロポリティック』、 (精鋭句集シリーズ6) 、牧羊社、1985
  - 吉岡実による帯文。166句収録。代表作「未来より滝を吹き割る風来たる」「千年の留守に瀑布を掛けておく」など。
- 『真空律』、思潮社、1986
  - 昭和天皇などの近代天皇の発した漢文読み下し文を元にしたパロディー作品集。書きおろし詩論「〇．五人称の詩学」収録。
- 『神々のフーガ』、弘栄堂書店、1990
  - 宇宙創成から古代天皇成立までを詠んだ句集。古代朝鮮と日本の関係も詠み込まれている。「神々のあくびが桜を枯らすのか」「瑠璃王の東西南北みずけむり」など収録。
- 『人体オペラ』、書肆山田、1990
- 『楽浪』、書肆山田、1992
  - 221句収録。
- 『巨石巨木学』、書肆山田、1995
  - 日本の古代からの信仰対象であった「巨石」や「巨木」を詠んだ338句収録した、夏石の第7句集。吉本隆明『詩の力』（新潮文庫、2009年）の「夏石番矢」(pp. 53-55)に、漢字ばかりで作られた収録俳句3句の読解がある。
- 『現代俳人文庫5 夏石番矢句集』、砂子屋書房、1995
  - 第1句集『猟常記』（全編収録）から第6句集『楽浪』までの俳句を抄録。吉本隆明との対談「俳句表現のアポリア」収録。
- 『地球巡礼』、立風書房、1998
  - バリ、チュニジア、中国、トルコ、イタリア、ニューヨーク、パリ、南仏、コルシカ、英仏海峡、ブルターニュを詠んだ467句収録の第8句集。「『海外詠』ではなく『地球詠』」（著者「あとがき」）を目指す。
- 『未来の滝―33句』、鶴瀬出版、1998
  - 第1句集『猟常記』から第8句集『地球巡礼』までの俳句から選ばれた33句の日仏対訳句集。これが夏石の海外句集出版の基礎となる。稀覯本。
- 『夏石番矢全句集 越境紀行』、沖積舎、2001
  - 既刊8句集に、初期句集『うなる川』と未刊句集『漂流』を含め10句集、合計2465句収録。栞文に飯島耕一、小笠原賢一、四方田犬彦寄稿。
- 『右目の白夜』、沖積舎、2006
  - 232句収録。第11句集。
- 『連句 虚空を貫き』（カジミーロ・ド・ブリトーとの共著）、七月堂、2007
  - 日英仏葡の4言語連句集。100句を発句だけで編んだもの。奇数俳句がポルトガルのド・ブリトー作、偶数俳句が夏石作。
- 『空飛ぶ法王 161俳句』、こおろ社発行 東京堂出版発売、2008
  - すべて「空飛ぶ法王」を詠み込んだ161句を日英対訳で収録し、清水国治によるイラストも挿入[22]。この第12句集には、インド、イタリアで出版された姉妹篇がある。
- 『迷路のヴィルニュス』、七月堂、2009
  - 国内での第13句集で、日本語、英語、リトアニア語の3言語36句収録。
- 『ブラックカード』、砂子屋書房、2012
  - 「ブラックカード」を象徴として編まれた第14句集。
- 『わがモンゴル』、吟遊社、2015
  - モンゴルを詠んだ10句を日英蒙3言語で収録したパンフレット句集。第15句集。
- 『夏石番矢自選百句』、沖積舎、2015
  - 1970年作の「足とめて見るは梅雨のうなる川」から句集『ブラックカード』収録の2011年作「Todosは熱い波詩人は太陽」までの100句を作者自身が墨書した色紙を縮小複製した句集。

## 評論
- 『俳句のポエティック 戦後俳句作品論』、静地社、1983
- 『現代俳句入門』、沖積舎 1985、（共著）
- 『現代俳句キーワード辞典』、立風書房、1990
- 『天才のポエジー』、邑書林、1993
- 『<超早わかり>現代俳句マニュアル』、立風書房、1996
- 『世界俳句入門』、沖積舎、2003
- 『俳句縦横無尽』、沖積舎、2010 （鎌倉佐弓との共著）

## 共編著
- 『詩的ディスクール――比較詩学をめざして』安藤元雄、乾昌幸編　白凰社、1993
- 『現代俳句パノラマ』齋藤慎爾共編著、立風書房、1994
- 『高柳重信』編著 蝸牛社 蝸牛俳句文庫 1994
- 『現代俳句ハンドブック』齋藤慎爾共編、雄山閣出版、1995
- 『「俳句」百年の問い』編 講談社学術文庫 1995
- 『エロチシズム』金子兜太、復本一郎共編、雄山閣出版、1996 (Series俳句世界1)
- 『笑いの認知学』上田五千石、復本一郎共編、雄山閣出版、1996 (Series俳句世界2)
- 『俳句は友だち おぼえておきたい名作80選』編、教育出版、1997
- 『無季俳句の遠心力』佐佐木幸綱、復本一郎共編、雄山閣出版、1997 (Series俳句世界3)
- 『歳時記の宇宙』鷹羽狩行、復本一郎共編、雄山閣出版、1997 (Series俳句世界4)
- 『芭蕉解体新書』川本皓嗣、復本一郎共編、雄山閣出版、1997 (Series俳句世界別冊1)
- 『俳句・深層のコスモロジー』岡井隆、復本一郎共編、雄山閣出版、1997 (Series俳句世界5)
- 『現代歳時記』金子兜太、黒田杏子共編、成星出版、1997
- 『パロディーの世紀』荻野アンナ、復本一郎共編、雄山閣出版、1997 (Series俳句世界6)
- 『時代と新表現』坪内稔典、復本一郎共編、雄山閣出版、1998 (Series俳句世界7)
- 『子規解体新書』粟津則雄、復本一郎共編、雄山閣出版、1998 (Series俳句世界別冊2)
- 『旅のトポロジー』鎌田東二、復本一郎共編、雄山閣出版、1998 (Series俳句世界8)
- 『透明な流れ』編 青柳フェイ, ジム・ケイシャン訳、吟遊社、2000
- 『ちびまる子ちゃんの俳句教室』さくらももこキャラクター原作 編・著、集英社、2002
- 『韓国・朝鮮の知を読む』野間秀樹編、クオン、2014

## 各国での出版
- Haiku: antichi e moderni (Garzanti Editore, Italy, 1996, co-authored).　日伊俳句交流から生まれた日本の古典俳句・現代俳句、そして伊、仏、英、中南米などの詩人による俳句選集のさきがけ。荒木忠男駐バチカン日本大使（当時）の尽力により翻訳・出版。夏石の俳句は日伊2言語で3句収録。
- A Future Waterfall―100 Haiku from the Japanese (Red Moon Press, USA, 1999 & 2004).海外での最初の単著の句集出版。第1句集『猟常記』から第8句集『地球巡礼』までの100句収録。
- Цветята на Вятьра (Matom, Bulgaria, 2001). 日本と英国開催の「2000年百人一句展」のカタログ収録日本俳人100人100句（夏石番矢選）のブルガリア語版。
- The Road: world haiku (Ango Boy, Bulgaria, 2004, co-authored).　ブルガリア開催の第3回世界俳句協会大会のためギンカ・ビリヤルスカが編集した国際俳句選集。
- L'Anthologie du Poème Bref (Les Dossiers d'Aquitaine, France, 2005, co-authored). 俳句を含む短詩のフランス語選集。
- ÎMBRĂŢIŞAREA PLANETELOR / THE EMBRACE OF PLANETS / 星々の抱合 (Edidura Făt-Frumos, Romania, 2006).[23] 111句収録のルーマニアでの単著句集。
- Espíritos Elementares: vinte e três simulacros (in-libris, Portugal, 2006, co-authored). パウロ・ガスパール・フェレイラによる写真と夏石番矢を含む２３人の詩人のコラボ作品集。
- Endless Helix: Haiku and Short Poems (Cyberwit.net, India, 2007).[24] 連作短詩「Dreams / 夢」20篇は日英2言語、俳句は日、葡、西、英、仏、西、そしてリトアニア語の６言語50句収録した多言語句集。
- Le bleu du martin pêcheur: Haïkus (L'iroli, Beauvais, France, 2007, co-authored).　フランス語俳句選集。
- Madarak / Birds / 鳥: 50 Haiku (Balassi Kiadó, Hungary, 2007). ハンガリーの水彩画家エーヴァ・パーパイとの共著。五〇種類の鳥を詠んだ５０句収録。この５０句の大半は書きおろし。日本版句集『ブラックカード』(2012年)に全句再録。
- Balsis no mākoņiem / Voices from the Clouds / 雲から声 (Minerva, Latvia, 2008). ラトヴィアでの日本語・英語・ラトヴィア語3言語句集。
- The Poetic Achievement of Ban'ya Natsuishi (Cyberwit.net, India, 2009, edited by Santosh Kumar).ロシア、米国、ルーマニア、オランダ、ブルガリア、オーストラリア、台湾、日本からの英文による夏石番矢論16本収録。夏石自身の「Haiku beyond Horizons」も収録。
- ハイブリッド天国 / Hybrid Paradise (English translations by Ban'ya Natsuishi & Jim Kacian, Cyberwit.net, India, 2010). 日本版のない日英対訳句集。
- 同心円/KONCENTRIČNI KRUGOVI (tr by Dragan J. Ristić, PUNTA, Niš, Serbia, 2009).[25]セルビアでの単著句集。日本語、セルビア語、ドイツ語などの５言語句集。
- Turquoise Milk / ターコイズ・ミルク: Selected Haiku of Ban'ya Natsuishi / 夏石番矢選句集 (Red Moon Press, USA, 2011).[26]初期句集『うなる川」からインド版のみある句集『ハイブリッド天国』までの500句日英対訳版。ジム・ケイシャンの序文。
- A TENGER VILÁGA / THE WORLD OF THE SEA / 海の世界 50 HAIKU (BALASSI KIADÓ, Hungary, 2011).ハンガリーの水彩画家エーヴァ・パーパイとの共著。五〇種類の海洋生物を詠んだ５０句収録。この５０句の大半は書きおろし。日本版句集『ブラックカード』(2012年)に全句再録。
- L’Archipel des séismes: Écrits du Japon après le 11 mars 2011　(Editions Philippe Picquier, 2012, France, co-authored).東日本大震災に関する日本人文学者の著作仏訳選集。
- Modern Japanese Haiku / 現代日本俳句 (Cyberwit.net, India, 2012, co-authored with Sayumi Kamakura).鎌倉佐弓との共著で、それぞれ略歴、自選100句を日英対訳で収録。序文ジーン・ルブラン。
- Kamesan’s World Haiku Anthology on War, Violence and Human Rights Violation (Kamesan Books, USA, 2012, co-authored). 旧ユーゴスラヴィアの軍医ディミータル・アナキエフ編の多言語戦争俳句選集。
- POEMS FOR THE HAZARA: AN ANTHOLOGY AND COLLABORATIVE POEM BY 125 POETS FROM 68 COUNTRIES, Edited by Kamran Mir Hazar, Full Page Publishing, USA, 2014 (co-authored).[27]　アフガニスタンで迫害されているハザラ人を支援する世界的詩歌アンソロジー。

## 受賞
- 俳句雑誌「俳句評論」昭和54年度年間推薦作家、1980年
- 第9回「俳句研究」50句競作入選 第1位、1981年
- 第1回椎の木賞、1984年
- 第38回現代俳句協会賞、1991年
- 世界俳句業績コンテスト第3位、2000年
- 第1回21世紀えひめ俳句賞 河東碧梧桐賞、2002年
- ルーマニア俳句協会表彰状、2005年
- 国際俳句コンクール伝統的詩形部門第3位、2007年（ルーマニア俳句協会）
- AZsacra International Poetry Award for Taj Mahal Review（タージ・マハール誌へのアズサクラ国際詩賞2008年
- ルーマニア俳句協会表彰状、2010年
- Sarah and Moïse Russo-Internatinal Prize for Poetry For Taj Mahal Review June 2013 issue、2013年
- モンゴル作家協会最高賞、2015年